# Xã Cleveland-North Kilgore, Quận Clay, Arkansas
Xã Cleveland-North Kilgore (tiếng Anh: Cleveland-North Kilgore Township) là một xã thuộc quận Clay, tiểu bang Arkansas, Hoa Kỳ. Năm 2010, dân số của xã này là 2.665 người.